# 忠翊府
忠翊府（チュンイクブ）は、李氏朝鮮における官府。原従功臣が所属する官府。

## 概要
忠勲府に所属する正式な功臣以外に功績が小さな功労を立てた者にあたえる功臣称号が原従功臣であり、原従功臣が所属する官府である。1519年に趙光祖が中宗反正の原従功臣の多さとその削減を要求した反正功臣偽勲削除事件が己卯士禍と趙光祖失脚の一因となった。
官職は従五品の都事がある。